# Andrew Lock
Pour les articles homonymes, voir Lock.
Pas d'image ? Cliquez ici
14 sommets de plus de 8 000 mètres d'altitude
Andrew James Lock, né le 26 décembre 1961, est un alpiniste australien.

## Biographie
Alpiniste australien, Andrew Lock a gravi les 14 sommets de plus de 8 000 mètres, entre 1993 à 2009.

## Ascension des 14 sommets de plus de8 000 mètres
- 1993 : K2 (8 611 mètres) — première australienne
- 1997 : Dhaulagiri (8 167 mètres) — première australienne
- 1997 : Broad Peak (8 048 mètres) — solo
- 1998 : Nanga Parbat (8 125 mètres) — première australienne
- 1999 : Gasherbrum I (8 068 mètres) — première australienne
- 1999 : Gasherbrum II (8 035 mètres) — style alpin
- 2000 : Everest (8 849 mètres)
- 2002 : Manaslu (8 163 mètres) — première australienne
- 2002 : Lhotse (8 516 mètres) — solo
- 2003 : Shishapangma, sommet central (8 008 mètres) — solo
- 2004 : Everest (8 849 mètres)
- 2004 : Cho Oyu (8 201 mètres) — solo
- 2005 : Cho Oyu (8 201 mètres)
- 2005 : Shishapangma, sommet central (8 008 mètres)
- 2006 : Kangchenjunga (8 596 mètres)
- 2007 : Annapurna (8 091 mètres) — première australienne
- 2008 : Makalu (8 496 mètres)
- 2009 : Shishapangma, sommet principal (8 027 mètres) — première australienne